# Paraphasma quadratum
Paraphasma quadratum är en insektsart som först beskrevs av Frederick Bates 1865.
Paraphasma quadratum ingår i släktet Paraphasma och familjen Pseudophasmatidae. Inga underarter finns listade i Catalogue of Life.